# Zvi Mazel
Zvi Mazel (* 4. März 1939) ist ein pensionierter israelischer Diplomat.

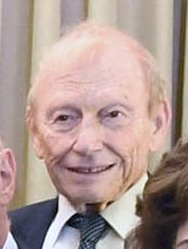
Zvi Mazel (2017)

## Leben
Er arbeitete in den Botschaften Israels in Antananarivo, Paris und Kairo und war Israels Botschafter in Rumänien sowie von 1996 bis 2001 in Ägypten. Von 2002 bis 2004 war er Botschafter in Schweden.
Einige seiner Aktionen schlugen sich in Nachrichten nieder. So sagte er 2004, der schwedische Erzbischof K. G. Hammar sei „anscheinend Antisemit“; eine Äußerung der schwedischen Außenministerin Anna Lindh zu Israels Politik bezeichnete er als nicht zu tolerieren. In Schweden gebe es täglich „Aufwiegelungen in den Medien, Juden zu töten“.
International bekannt wurde er im Januar 2004 für seine Attacke auf das Kunstwerk Schneeweiß und der Wahnsinn der Wahrheit. Mazel warf den Künstlern vor, dass in der Kunstausstellung palästinensische Selbstmordattentäter gefeiert würden. Israels Premierminister Ariel Sharon sagte später, er unterstütze Zvi Mazels Tun.
Sein Nachfolger als Botschafter in Schweden wurde 2004 Eviatar Manor.
Mazel ist Pensionär und lebt in Jerusalem.